# Andrija Artuković
Andrija Artuković (ur. 29 listopada 1899 w Klobuku, zm. 16 stycznia 1988 w Zagrzebiu) – chorwacki polityk, minister spraw wewnętrznych Niepodległego Państwa Chorwackiego, kolaborant i zbrodniarz nazistowski, jeden z głównych organizatorów martyrologii Serbów w Jugosławii.
W 1932 wyjechał do Włoch, gdzie podjął współpracę z Ante Paveliciem. W 1934 został aresztowany w Londynie, wydany Francuzom, został przekazany w ręce władz jugosłowiańskich i trafił na kilkanaście miesięcy do więzienia. W 1936 wyemigrował po raz kolejny. Podczas II wojny poddawał represjom ludność żydowską.
Po II wojnie światowej uciekł do Argentyny, został wydany Jugosławii w 1986. Osądzony, uniknął kary śmierci ze względu na stan zdrowia, zmarł w więzieniu.